# يان إيريك دي لانلاي
يان إيريك دي لانلاي (بالنرويجية البوكمول: Yann-Erik de Lanlay)‏ (14 مايو 1992 بستافانغر في النرويج - ) هو لاعب كرة قدم نرويجي في مركز الوسط. شارك مع منتخب النرويج تحت 19 سنة لكرة القدم ومنتخب النرويج تحت 21 سنة لكرة القدم ومنتخب النرويج لكرة القدم وNorway national under-23 association football team ‏. أما مع النوادي، فقد لعب مع نادي روسنبورغ ونادي فيكينغ.

## روابط خارجية
- يان إيريك دي لانلاي على موقع الاتحاد الأوربي (الإنجليزية)
- يان إيريك دي لانلاي على موقع اتحاد النرويج (النرويجية)
- يان إيريك دي لانلاي على موقع قاعدة بيانات كرة القدم.إي يو (الإنجليزية)
- يان إيريك دي لانلاي على موقع ليكيب (الفرنسية)
- يان إيريك دي لانلاي على موقع ناشيونال فوتبول تيمز (الإنجليزية)
- يان إيريك دي لانلاي على موقع Soccerway.com (الإنجليزية)
- يان إيريك دي لانلاي على موقع عالم كرة القدم.نت (الإنجليزية)
- يان إيريك دي لانلاي على موقع AS.com (الإسبانية)